# انسگر کناف
انسگر کناف (انگلیسی: Ansgar Knauff؛ زادهٔ ۱۰ ژانویهٔ ۲۰۰۲) بازیکن فوتبال اهل آلمان است.
وی همچنین در تیم‌های ملی فوتبال جوانان آلمان، زیر ۲۰ سال آلمان، و زیر ۲۱ سال آلمان بازی کرده‌است.